# Rive du Commerce
La rive du Commerce,(en russe : Торговая сторона, Torgovaïa storona) est un quartier historique de Veliki Novgorod, situé sur la rive droite de la Volkhov. Elle tire son nom du marché de la ville qui s'y trouve. 
La rive du Commerce est divisée en deux quartiers : les quartiers Slavno et des Charpentiers. En outre, la cour de Iaroslavl se trouve sur cette rive. L'autre partie du centre historique est la rive de Sainte-Sophie.

## Histoire
Du Xe au XIIe siècle, la partie slave de Novgorod était située sur cette rive, d'où le nom du quartier Slavno . Au XIIe siècle, le quartier des Charpentiers a émergé du quartier Slavno, et la rive du Commerce a commencé à inclure deux quartiers Novgorod.
La rive du commerce a commencé à s'installer à partir du Xe siècle. Ensuite, évidemment, des négociations ont eu lieu. Au XIe siècle, Iaroslavov (« Yaroslavl »), ou le palais « princier » (cour de Iaroslavl), la résidence princière, se trouvait de ce côté.
En 1571, la rive du commerce fut incluse dans l'opritchnina et des bars apparurent sur le Grand Pont.